# Pavel Augustovič Pabst
Pavel Augustovič Pabst (rodným jménem Христиан Георг Пауль Пабст; 27. května 1854 Königsberg – 9. června 1897 Moskva) byl ruský klavírista, hudební skladatel a pedagog německého původu.

## Život
Pavel Augustovič Pabst se narodil 27. května 1854 v Königsbergu, tehdy hlavním městě Východního Pruska, v hudební rodině. Jeho matka byla operní zpěvačka. Hudební základy získal u svého otce a později studoval na Vídeňské hudební akademii u Antona Doora. Od roku 1875 vyučoval v Rize. V roce 1878 přijel do Ruska jako klavírista a na podzim téhož roku přijal nabídku Antona Rubinsteina, aby učil na Moskevské státní konzervatoři. V roce 1881 byl jmenován profesorem a na Moskevské konzervatoři pak působil až do konce svého života.
Pabst byl považován za jednoho z nejlepších klavíristů své doby. Jeho umění ocenili i Petr Iljič Čajkovskij a Ferenc Liszt. Často vystupoval se Sergejem Rachmaninovem. Byl rovněž úspěšným a vyhledávaným pedagogem. Své žáky vyučoval v tradicích ruského romantismu. Mezi ně patřili např. Sergej Michajlovič Ljapunov, Konstantin Nikolajevič Igumnov, Aleksandr Fjodorovič Gedike, Aleksandr Borisovič Goldenweiser, Nikolaj Karlovič Metner, Georgij Eduardovič Konjus či Arsenij Nikolajevič Koreščenko.
Zemřel náhle 9. června 1897 v Moskvě a je pohřben na Vvěděnském hřbitově.
Pavlův bratr Louis se stal rovněž klavírním virtuózem a skladatelem. Po úspěchu u Liverpoolské filharmonie odešel do Austrálie a učil na konzervatoři v Melbourne.

## Dílo
Jako skladatel je Pabst znám zejména svými klavírními úpravami oper a baletů Petra Iljiče Čajkovského. Pabstovy klavírní transkripce byly na repertoáru nejvýznamnějších klavíristů té doby a byly považovány za stejně kvalitní jako transkripce Lisztovy. Komponoval spíše drobnější klavírní skladby. Z rozsáhlejších skladeb je znám zejména Klavírní koncert Es-dur op. 82 a Klavírní trio A-dur.